# Smigin
Smigin е базирана на разговор платформа за езиково обучение, достъпна онлайн и като мобилно приложение за iOS и Android. От март 2016 г. Smigin има два продукта: Smigin– уебсайт за езиково обучение и Smigin Travel – мобилно приложение за превод. Сайтът за езиково обучение на Smigin предлага 4 различни целеви езика в 3 изходни езика, като няколко езика са в процес на разработка. Smigin Travel, предназначен изключително за мобилен интерфейс, се предлага на iOS и Android на 11 езика с потребители в над 175 държави.

## История
Smigin е основана от ирландския предприемач Сюзън О'Брайън като алтернатива на традиционните продукти и методи за изучаване на езици, които се фокусират върху твърди граматични структури, а не върху разговорен език. След като се мести в Португалия и трябва да научи португалски като напълно начинаещ, О'Брайън – възпитаник на Университетския колеж в Корк, който говори шест езика, решава да разработи решение за езиково развитие, което дава на потребителя контрол върху тяхното обучение и се фокусира върху това, което потребителите искат да научат, с основен акцент върху разговорния език.
Smigin Travel – първият продукт на компанията, стартира в App Store на 17 февруари 2014 г. Smigin Travel е многоезичен, многопосочен инструмент за създаване на фрази, който позволява на пътниците да говорят чужд език. Неговият потребителски интерфейс позволява на потребителите да създават и превеждат фрази в секции, базирани на местоположение, като кафене, ресторант, хотел и т.н. Приложението също така разполага с фонетичен правопис и аудио, записано от носители на роден език, за да помогне на потребителите да произнесат фразата си.
С подкрепата на Гугъл в Ню Йорк, Smigin започва да оптимизира Smigin Travel за Android в средата на 2015 г. и през август 2015 г. пуска версията за Android в Google Play Store. Smigin Travel е безплатен за изтегляне и потребителите имат възможността да отключват допълнително съдържание чрез покупки в приложението. Първоначалната поддръжка за приложението Smigin Travel бързо нараства и компанията натрупва потребители в 175 държави. Приложението е достъпно на английски, испански, френски, италиански, португалски, полски, шведски и хаитянски креолски.
На 29 септември 2015 г. Smigin стартира едномесечна кампания Kickstarter с цел финансиране от $20 000 за втория си продукт, кръстен на компанията. На 27 октомври 2015 г. Smigin успешно преминава целта си за финансиране и на 29 октомври 2015 г. Smigin придобива над $20 000, за да инвестира в по-нататъшно развитие на продукта за своя втори продукт.
През март 2016 г. компанията пуска своя едноименен втори продукт – Smigin – базирано на браузър решение за езиково обучение за начинаещи с акцент върху разговорните умения. Smigin стартира на испански, италиански, португалски и английски като втори език . Допълнителни езици са добавени през 2016 г., включително азиатски езици.
Smigin е посочен от Digital NYC Архив на оригинала от 2023-04-10 в Wayback Machine. като Made in NY стартъп.

## Методика
Патентованата методология на Smigin  използва тристепенен подход за говорене на чужд език: 
- Подбрано съдържание: Цялото съдържание на Smigin е подбрано за базирани на местоположение или ситуационни сценарии, за да отразява полезен език за приложение в реалния живот. Потребителите избират секции за достъп до подходящи думи и фрази, които трябва да кажат във всеки един момент.
- Вградена граматика: „Вградената граматика “ на Smigin използва инфинитивната форма на глаголите, така че потребителите да могат да създават голямо разнообразие от изречения без спрежения.
- Език от реалния живот: Чрез получаване на незабавен достъп до подходящи думи и фрази, Smigin дава възможност на потребителите да „премахнат езиковите бариери“ и да станат уверени пътешественици, като участват в разговор. Потребителите се насърчават да пътуват и да прилагат новите си умения при взаимодействие с местни чужденци.

## Продукти

### Smigin
Езиковите курсове на Smigin се фокусират върху разговора като център на обучението на потребителя. Всеки курс е сегментиран в базирани на контекста секции като Meet & Greet, Café и Hotel. Повечето раздели са базирани на ситуации, в които начинаещите езикови може да се окажат в чужбина, и са разделени на три нива: Думи, Фрази и Чат. Вместо да принуждава потребителите към фиксирана учебна структура, която включва запомняне наизуст и граматически тренировки, Smigin позволява на потребителите свободно да навигират в платформата. Потребителите могат също да имат достъп до справочни сесии, които предоставят допълнителни думи от речника, както и подробни обяснения на граматическите правила на езика.

#### Чат
Чатът позволява на потребителите да симулират кратки разговори с виртуален „местен“, за да се подготвят за разговори в реалния живот с местни жители в чужбина. По време на чат потребителите подобряват своите разговорни умения, като отговарят на въпроси и подкани. Интерфейсът за въвеждане на текст на Chat демонстрира разнообразието от разговори, които потребителят може да води на друг език без задълбочени познания за глаголни спрежения и разнообразни граматически структури.

#### Думи и фрази
Потребителите се насърчават да започнат раздел, като научат подходящи думи и фрази, свързани с този раздел. Фразите използват метода Smigin, за да позволят на потребителя да създава прости изречения, без да се притеснява за граматиката; за добавяне на визуален контекст, всички видеоклипове са заснети на място в страни, където се говори езикът (напр. Испания, Италия, Португалия). Потребителите могат да слушат звучене на говорещ роден език, да видят фонетичното произношение на всяка дума или фраза и да превеждат от и на родния си език през тези нива.

### Smigin Travel
Smigin Travel е мобилно приложение за iOS и Android, което позволява на потребителите да създават и превеждат фрази на множество езици, докато са в чужбина. Smigin Travel позволява на потребителите да създават фрази и да задават въпроси въз основа на различни ситуации, в които ще попаднат по време на пътуванията си.
Към март 2016 г. секциите се състоят от: Кафене, Бар, Ресторант, Хотел, Пазаруване, Спешна помощ, Придвижване, Транспорт, Бизнес и Дестинации. Всеки раздел включва начални изречения, предварително спрегнати глаголи и обекти на изречения, които заедно образуват фрази и въпроси въз основа на съответния раздел.
Потребителите имат способността да чуват своите фрази, изречени от говорещите роден език, да четат опростен фонетичен правопис, за да научат как най-добре да ги произнасят с помощта на техните родни срички и да запазват фрази за по-късна употреба. Освен това потребителите имат възможността да създават свой собствен личен разговорник, който отговаря на нуждите на техните пътувания.
Към март 2016 г. Smigin Travel натрупва потребители в над 175 държави. 